# Casaletto di Sopra
Casaletto di Sopra är en ort och kommun i provinsen Cremona i regionen Lombardiet i Italien. Kommunen hade 541 invånare (2018).